# Michael Gustavius Payne
Michael Gustavius Payne, zpočátku známý jako Michael Payne, později Gustavius Payne, (* 25. června 1969) je velšský figurativní malíř. Narodil se v jihovelšském městě Merthyr Tydfil a studoval v Pontypriddu. V letech 1993 až 1996 studoval na Cheltenham School of Art, kde získal titul BA. Ve své tvorbě se věnuje například velšské kultuře. Vystavoval například v Velšském muzeu moderního umění či městech Llanrwst a Fishguard.